# Baeometra
Baeometra, monotipski biljni rod iz porodice mrazovčevki, smješten u tribus Anguillarieae. Jedina vrsta roda je južnoafrički endem B. uniflora, geofit žutih cvjetova koji naraste do 30 cm visine.
Raste uglavnom na stjenovitim obroncima pješčenjaka i granita; cvjeta od kolovoza do listopada.

## Sinonimi
- Epionix Raf.
- Kolbea Schltdl.
- Baeometra breyniana Baill.
- Baeometra columellaris Salisb.
- Epionix flava Raf.
- Epionix rubra Raf.
- Kolbea uniflora (Jacq.) Harv.
- Melanthium aethiopicum Desr.
- Melanthium flavum Sm.
- Melanthium uniflorum Jacq.